# František Bílek (sochař, 1872–1941)
František Bílek (6. listopadu 1872 Chýnov – 13. října 1941 tamtéž) byl český grafik, sochař, architekt, autor užitého umění a symbolista období secese.

## Život

### Mládí a studia
Již od dětství se u něho projevovalo umělecké nadání. V Táboře vystudoval gymnázium a pak v letech 1887–1890 studoval malbu u profesora Maxmiliána Pirnera na Akademii výtvarných umění v Praze. Kvůli potížím s vrozenou oční vadou – částečným daltonismem – zabraňujícím Bílkovi rozeznávat některé barvy, přešel na radu svých učitelů k Josefu Maudrovi na Uměleckoprůmyslovou školu v Praze studovat sochařství (1888–1890). Nadále však zůstal i studentem Akademie výtvarných umění.
Bílek získal stipendium mecenáše Vojtěcha Lanny mladšího a v lednu 1891 odjel do Paříže, kde studoval na soukromé Colarossiho akademii u prof. Jean-Antoine Injalberta (1845–1933). Zde se seznámil se Zdenkou Braunerovou, s níž ho pak pojilo celoživotní přátelství, a také s českými umělci v Paříži, např. Alfons Mucha, Luděk Marold, Vojtěch Hynais a Stanisław Wyspiański. V té době vznikala Bílkova první díla inspirovaná jeho náboženským cítěním: Golgota – hora lebek a Orba je naší viny trest (1892). Nebyla však příznivě přijímána a stipendijní komise v Praze v čele s Myslbekem i Vojtěch Lanna díla odsoudili a Bílkovi bylo stipendium odejmuto. Myslbek se vyjádřil nevybíravě o promarněném stipendiu a o Bílkovi řekl, že není hoden ani srovnání s jeho posledním žákem. Mecenáš Lanna odmítl přijmout od Bílka darovanou Orbu.
Během života František Bílek podnikl řadu cest do zahraničí – Itálie (1900), Německo, Itálie, Sicílie (1902), Mnichov, Salcburk (1904), Paříž (1927).
F. Bílek byl od roku 1898 členem SVU Mánes, odkud roku 1912 vystoupil, dále členem Umělecké besedy a SČUG Hollar.

### Bílek v Chýnově a Praze
Po návratu z jednoroční vojenské služby (1893) si František Bílek v Chýnově zřídil sochařskou dílnu, v roce 1898 si postavil stavení s ateliérem podle vlastních návrhů, kde tvořil osaměle, vyhýbal se určení směru a slohu i spolkovým setkáním. V roce 1902 se oženil Bertou Nečasovou a krátce poté přestěhoval do Prahy.
V Praze manželé bydleli na několika místech (ul. Nové Mlýny; na Smíchově ve Švédské ulici; v Bubenči v Korunovační ulici) a Bílek přechodně pracoval v refektáři v klášteře na Strahově, v Bubenči nebo v Čechově ulici. Monumentální díla zpočátku tvořil v Chýnově, kam dojížděl zejména v létě. Po zakoupení pozemku v místě  zbouraných městských hradeb si v letech 1910–1911 nechal podle vlastního návrhu postavit vilu s ateliérem v Mickiewiczově ulici na Hradčanech. Dům je zasazen volně do přírodního prostředí, stěny jsou z režného cihlového zdiva v kombinaci s dřevem. Fasáda je zdobena řadou symbolických reliéfů doplněných umělcovými mystickými texty.
Počátkem 30. let byl Bílek nemocný. Zpět do Chýnova se s rodinou přestěhoval po německé okupaci Prahy v roce 1939. Je pochován na místním hřbitově pod svou monumentální sochou Modlitba nad hroby (1905), která vznikla obezděním stromu, ale po jeho setlení byla v roce 1980 nahrazena kopií. Dílo má dva názvy: Modlitba nad hroby a Génius smrti, které jako by symbolizovaly proměny tehdejšího vztahu ke smrti. Na rodném domku slavného umělce je pamětní deska.

### Bílek a církev

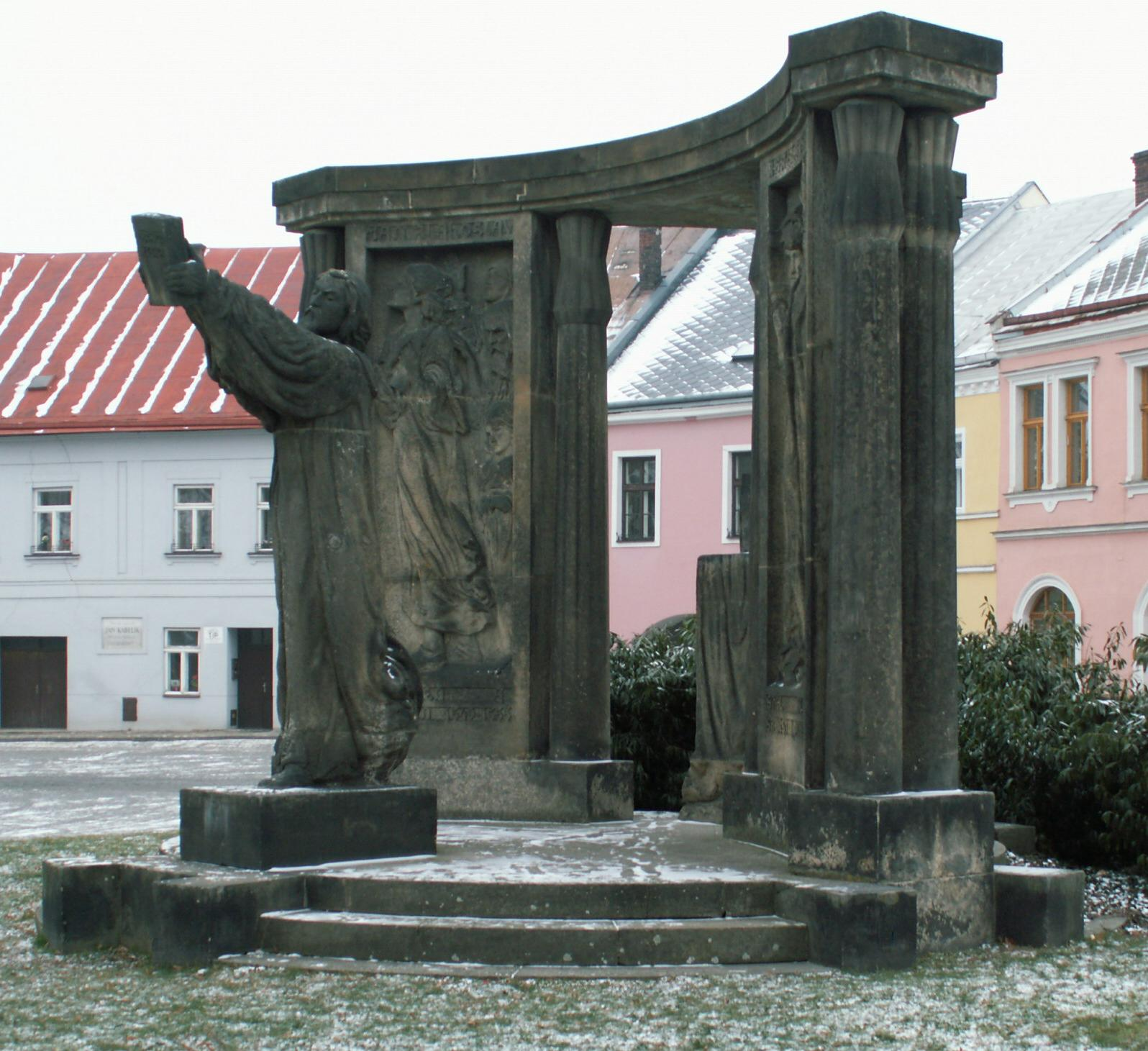
Pomník Jana Blahoslava v Přerově (1923)

Již jako žák 1. třídy Bílek ministroval a tehdy započal a postupně narůstal jeho vztah k náboženství. Jako dospělý se pak, i přes své hluboké náboženské cítění, často rozcházel s oficiální katolickou církví a v únoru 1921 s celou rodinou přestoupil do československé církve (dnešní Církev československá husitská) a stal se jejím oficiálním umělcem. Svou uměleckou práci bral jako službu bratřím a oběť ve prospěch druhých. Jako umělec byl známý též jako náboženský myslitel a mystik, ve svém díle často spojoval křesťanské a orientální náboženství v mystické jednotě světa.
Postupem let navrhl Bílek pro Církev československou husitskou obřadní předměty (kalichy), bohoslužebná roucha, štóly, několikery jesličky, svícny, výtvarné symboly, prapory a korouhve nebo formy na hostie. Díky náboženské obci Církve československé husitské v Praze 4 – Michli se po 85 letech podařilo v roce 2020 obnovit přerušenou výrobu hostií podle Bílkova návrhu. Ve sborech a modlitebnách Církve československé husitské byly instalovány desítky jeho plastik, reliéfů i drobnějších sochařských prací. Nejucelenější realizace chrámových interiérů se nalézají v Husově sboru v Českých Budějovicích a v chrámu sv. Václava na Novém Městě v Praze. Umělec promýšlel rovněž strukturu husitského bohoslužebného obřadu.

### Bílkova rodina
Otec pracoval jako kolář a měl malé povoznictví. Starší bratr Josef (1870) byl projektant a stavitel, mladší bratr Antonín (1881) absolvoval Uměleckoprůmyslovou školu v Praze a byl sochařem. Manželka Berta Bílková svého muže přežila o 23 let a zemřela roku 1964. V roce 1963 darovala pražskou vilu a část manželova díla městu Praze. Dcera Berta (1905–1971) byla opatrovatelkou otcova uměleckého odkazu a syn František (1907) byl knězem Církve československé. Vnučka Alena Bártová, žijící v USA, darovala Praze Bílkův dům v Chýnově.

## Dílo
František Bílek se stal jednou z nejvýraznějších osobností českého secesního symbolismu. Zobrazoval převážně náboženská témata, která doplňoval mystickými texty. Jeho výtvarný styl je netradiční a rozeznatelný na první pohled. V roce 1891 byl Bílek na Jubilejní výstavě v Praze zastoupen dvěma podobiznami (poprsími), ale až v roce 1898, po době nepochopení a odmítání se setkal s prvním oficiálním uznáním od Jiřího Karáska ze Lvovic za své dílo Podobenství velkého západu Čechů (z roku 1898); vystavoval na I. výstavě SVU Mánes roku 1898 (mezi jiným Mojžíše píšícího dekalog); v r. 1908 pořádal soubornou výstavu v kostele sv. Martina v Praze a putovní výstavy v Českých Budějovicích, Vodňanech, Rokycanech a Domažlicích. V roce 1908 ho při pobytu v Praze ocenil francouzský sochař Antoine Bourdelle – označil dílo Bílkovo jako původní, bez potřeby napodobovat německé nebo francouzské sochařství jako někteří jiní umělci. V roce 1909 se Bílek stal členem Umělecké besedy (UB) a poprvé vystavoval s UB v roce 1913. Práci Jihočecha Bílka sledoval několik let také JUDr. Leopold Katz (1854–1927), rodák z jihočeské Jistebnice, nálezce (1872) cenného Jistebnického kancionálu), velký mecenáš výtvarníků. A právě cenou L. Katze byl také odměněn Bílek za své dílo Budoucí dobyvatelé (dřevo 1931–1937).

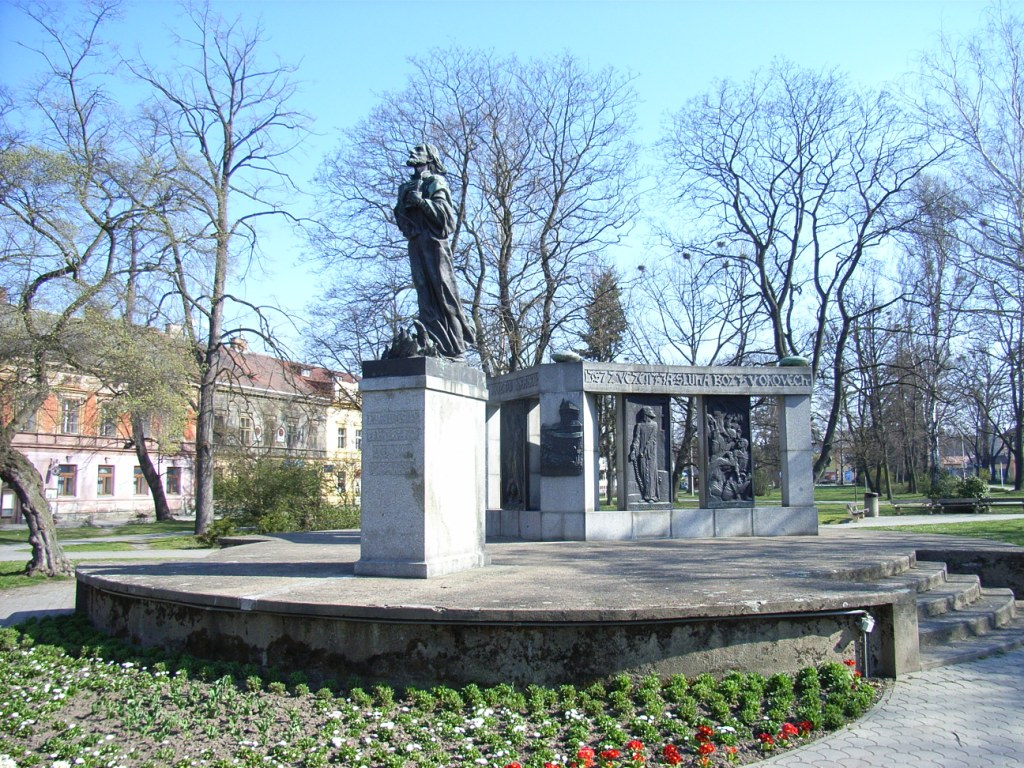
Sochařská kompozice Mistr Jan Hus (odhaleno r. 1928, Husovy sady v Táboře

František Bílek – umělec, představitel epochy symbolismu a secese – byl nejen sochař, řezbář a keramik, ale také grafik, kreslíř, ilustrátor, autor návrhů knižních vazeb i různých druhů užitého umění a také dobrý architekt.
Zpočátku byl námětem jeho děl pocit zoufalství nad vinami člověka, ale postupně převládala naděje, vykoupení a víra. Postavy se přestaly sklánět a tyčily se vzhůru s patetickými gesty. Kromě biblických námětů vytvořil postavy rodiny a mnohé postavy českých duchovních i světských velikánů (Jana Husa, Jana Žižky, Jana Roháče z Dubé aj.). Zaujat událostmi národních dějin a veden svým silným vlastenectvím tvořil sochy nejen jako postavy, ale vyjadřoval celý příběh nebo osud lidské bytosti, případně osud celého národa.
V grafikách Bílek často volil motiv vody, ohně a měsíce, také postavu kněze u oltáře. Některé grafické listy doprovázel písmem vlastního návrhu a provedení. Kresbami a dřevoryty doprovodil např. Březinovy básnické sbírky Tajemné dálky (1895), Ruce (1901), sbírku jeho esejů Hudba pramenů (1903), knihy Březinových dopisů (1931 ad.) i velkou publikaci o Březinovi Stavitel chrámu (1941). Dřevoryty a litografiemi doprovodil Tomáše ze Štítného Dokonanie kněh šesterých.
Navrhl stavbu venkovského stavení s ateliérem, v němž byl i pokoj pro Bílkovy přátele, básníky Julia Zeyera a Otokara Březinu – „Chaloupku“ v Chýnově (1898), dále pak vlastní vilu v Praze (1910–1911), Procházkovu vilu v Praze (1910–1911) nebo letní vilu svého švagra MUDr. Jaromíra Nečase v Ronově nad Doubravou. Projektoval také další stavby, hřbitovy i části obytných sídlišť. V Bílkově vlastní pražské vile Galerie hlavního města Prahy zřídila stálou expozici o jeho osobě a díle. Nachází se v obytné části domu v přízemí a prvním patře. Přístupný je i ateliér. Stejná galerie spravuje také Bílkův dům se stálou expozicí v Chýnově.
Součástí Bílkovy tvorby jsou rovněž realizované návrhy nábytku i celých bytových interiérů. 

## Sochařské dílo

### Významná sochařská díla (mimo díla již uvedená v textu)
- Golgota – Hora lebek (bronz 1892)
- Zloba času naše věno (1896)
- Madona (dřevo 1897)
- Krucifix (dřevo 1899) od roku 1927 umístěn v chrámu sv. Víta, Václava a Vojtěcha na Hradě. Ze strany oltářní mensy bylo vyřezáno jméno donátora prezidenta Masaryka, později odstraněno na příkaz komunistů.
- Jan Hus (1901)
- Tanec kolem zlatého telete (1903)
- Mojžíš (1905)
- Úžas (dřevo 1907)
- Křížová cesta v chrámu, gotické katedrále sv. Bartoloměje v Kolíně (dřevo 1910–1914)
- Portrét paní Bílkové (bílý mramor 1910)
- Krása mládí ve svém boji (dřevo 1910)
- Reliéfy pro Mánesův most v Praze (1912)
- Jak neomezeno jest naše duchovní království (1913)
- Husův pomník v nadživotní velikosti pro Kolín (1914)
- Život je boj (1922)
- Obětovaný padlým (1922), pomník v Hořovicích
- Bedřich Smetana a jeho dílo (1924), pomník v Jabkenicích
- Adam a Eva (dřevo 1924)
- sousoší Duchovní setkání (dřevo 1925)
- Komenský se loučí s vlastí (1926), v zahradě pražské Bílkovy vily
- Slepci (1926)
- Národní pomník (1908), nerealizovaný návrh pro Bílou Horu
- Žal (1909), socha pro pomník V. B. Třebízského na vyšehradském hřbitově
- pamětní deska Jeronýma Pražského (1916), proti Novoměstské radnici na rohu Řeznické ul.
- Oltář s krucifixem a kostelní lavice v kostele sv. Václava na Zderaze (1930)
- Velká sochařská kompozice – pomník Jana Husa v Táboře (1928)
- Tvůrce a jeho sestra bolest (1932) pro náhrobek Otokara Březiny
- Jan Žižka z Kalicha (návrh 1912, realizace 1946 v Honbici na Chrudimsku)
- Pomník Jana Blahoslava v Přerově (1923)

### Výběr z dalších sochařských děl
- Ukončení žeber v presbytáři chrámu v Prostějově a uvnitř chrámu křížová cesta
- Památník Padlým vojákům s Bílkovými plastikami, v ambitech poutního kostela na Křemešníku
- Náhrobky a reliéfy na mnoha hřbitovech (mj. na Olšanech v Praze náhrobek sochaře Josefa Maudera, na zdi hřbitova v Poděbradech je Čtyřiačtyřicet reliéfů, další na hřbitově v Jinošově u Náměště nad Oslavou, v Domažlicích i v Chýnově, náhrobek matky spisovatele Monsignora Františka Bernarda Vaňka ve Stádlci nad Lužnicí), náhrobek malíře Josefa Vratislava Špitálníka na Nuselském hřbitově v Praze
- Pomník Otokara Mokrého v Českých Budějovicích (1919)

## Galerie

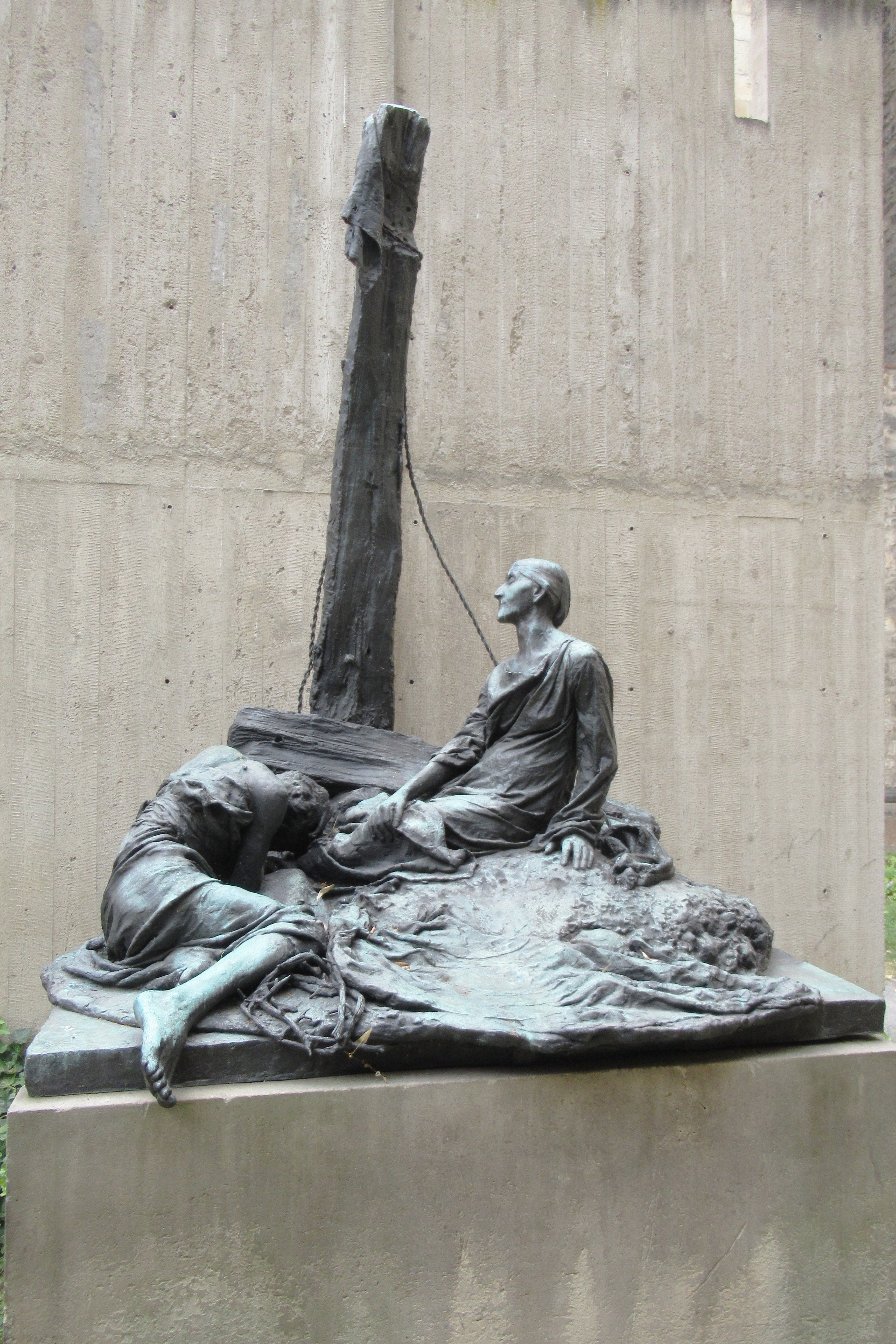
Golgota, bronz (1892)
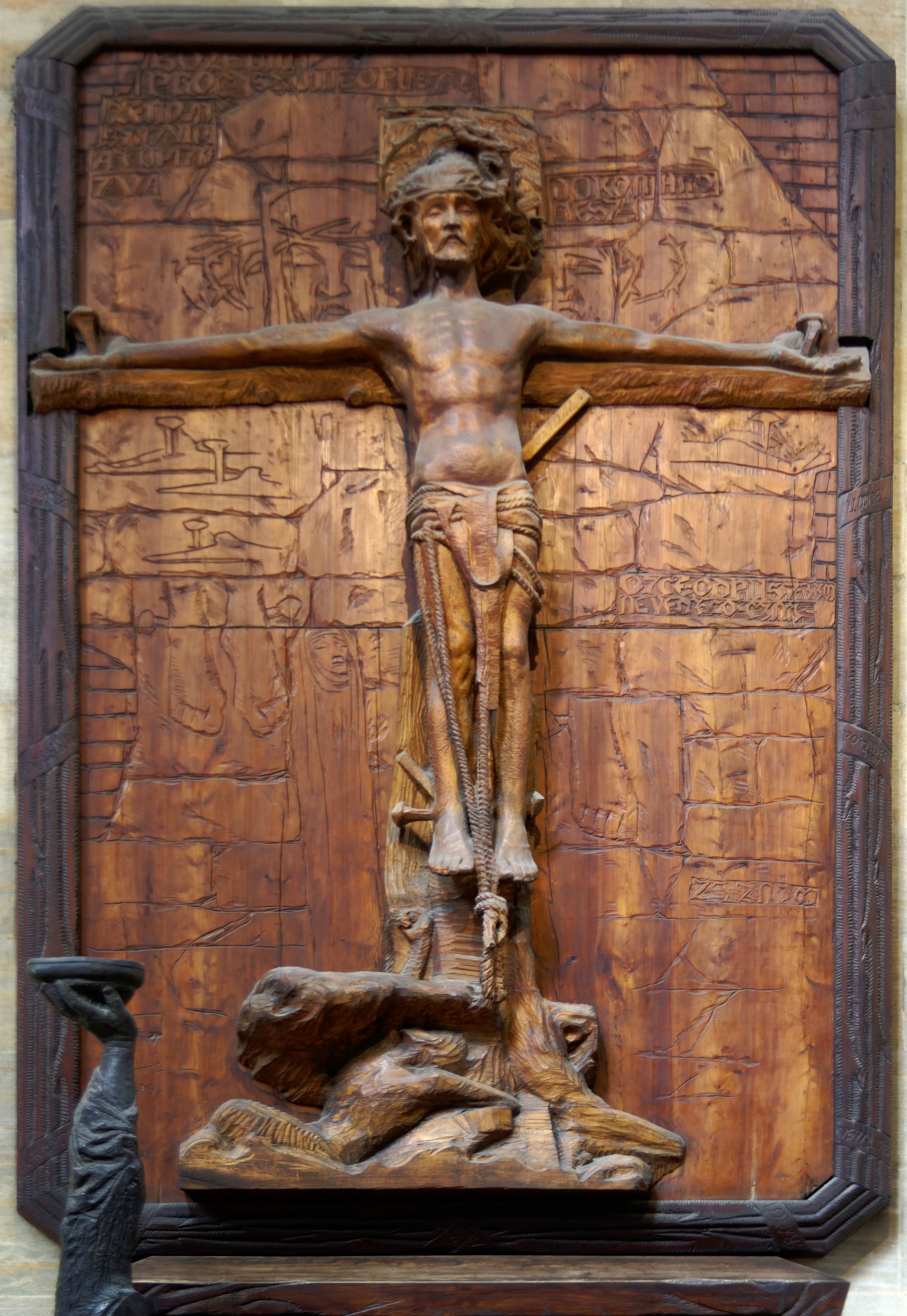
Krucifix (1899)
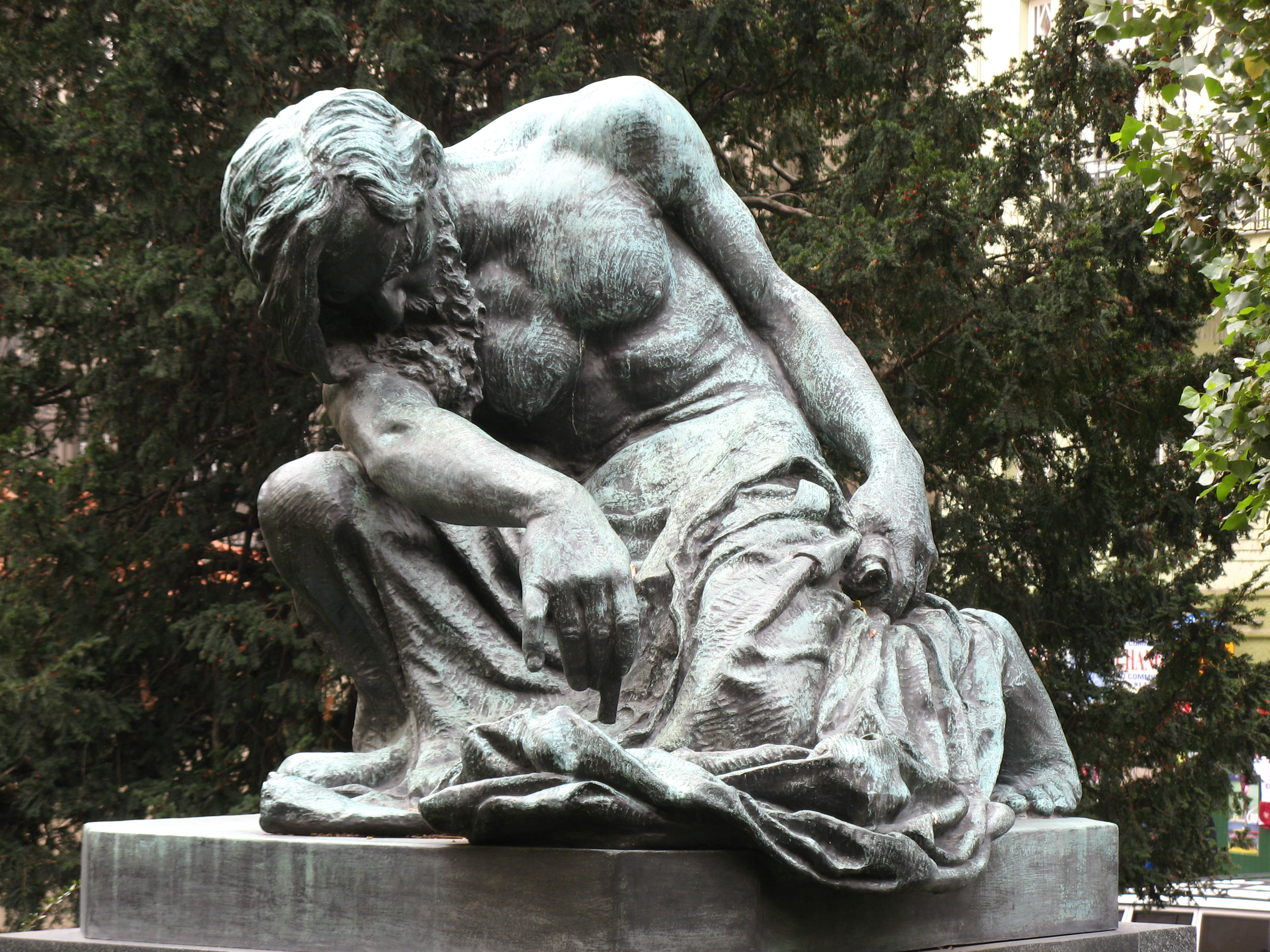
Mojžíš, sousedství Staronové synagogy v Praze (1905)
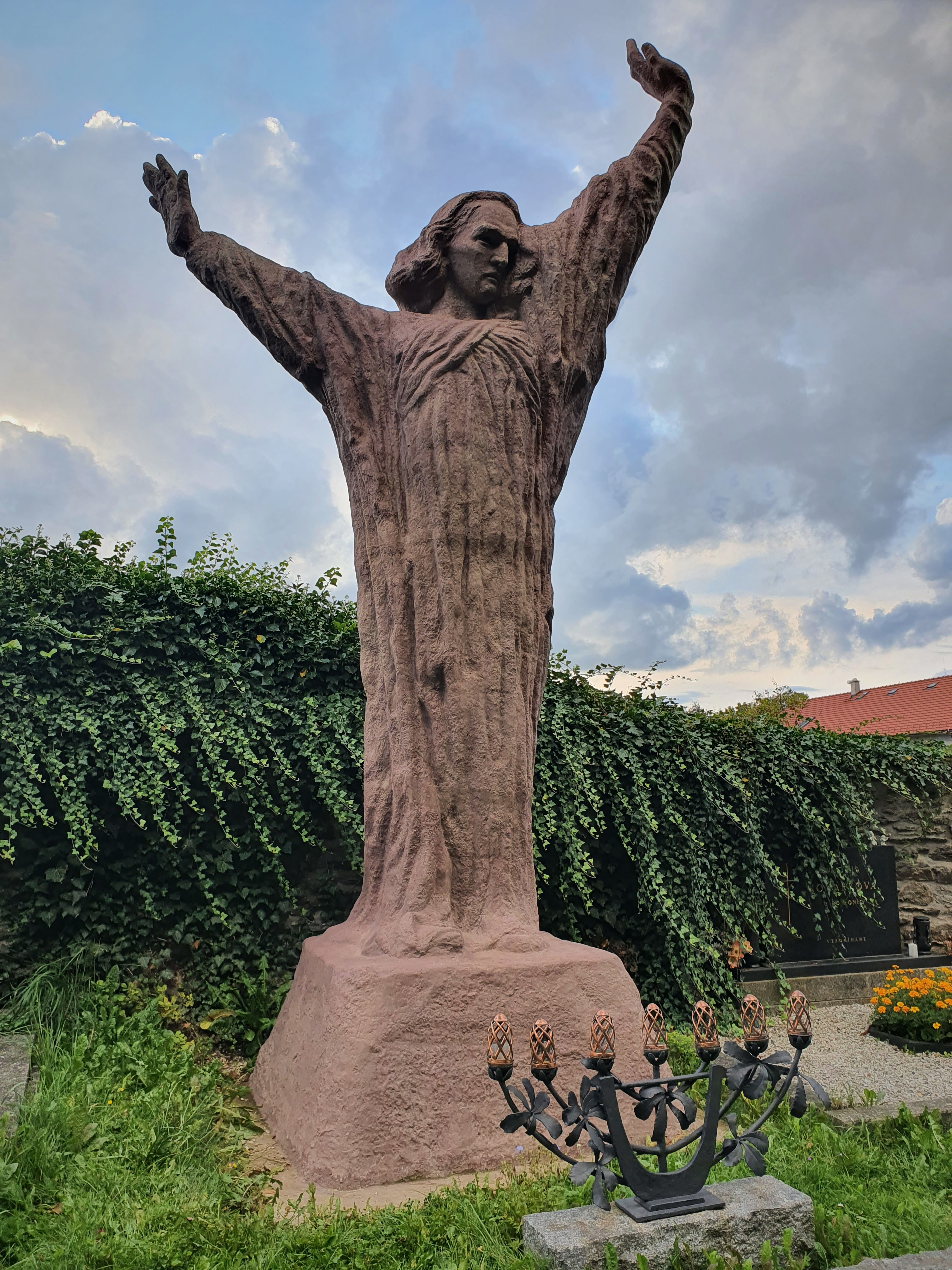
Modlitba nad hroby, hřbitov v Chýnově (1905)
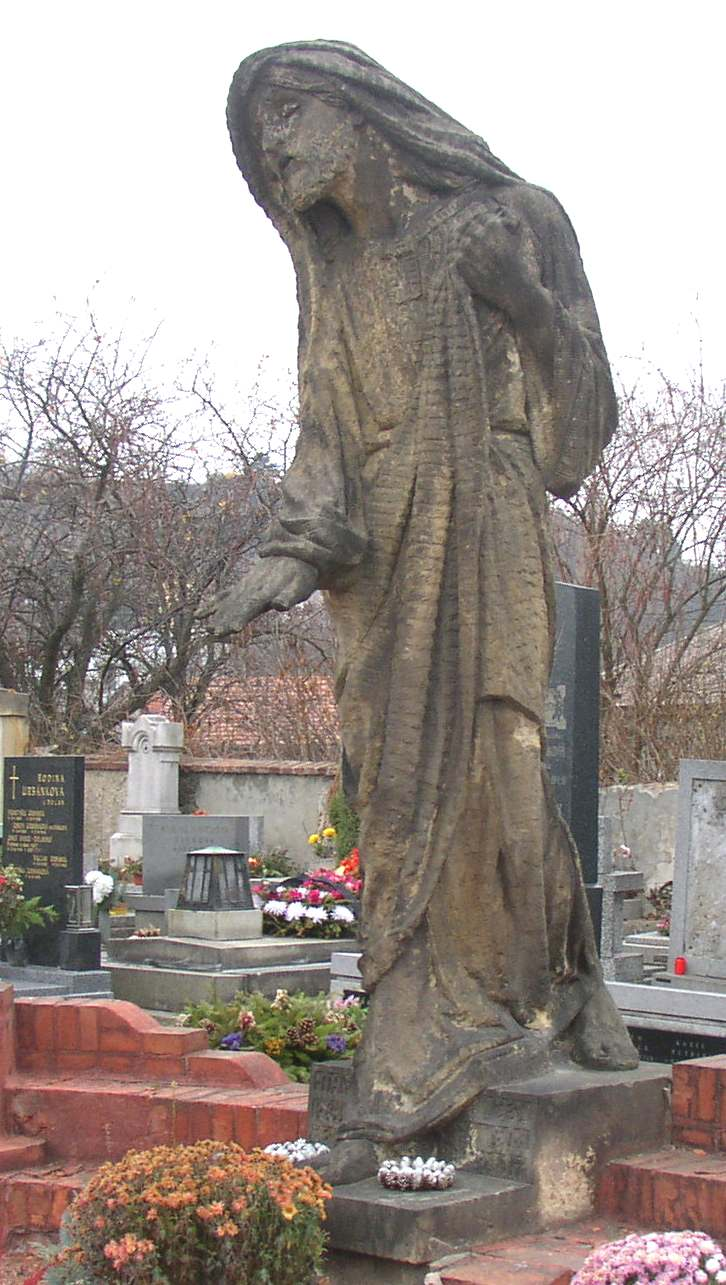
Kristus, hřbitov v Libčicích nad Vltavou (1908)
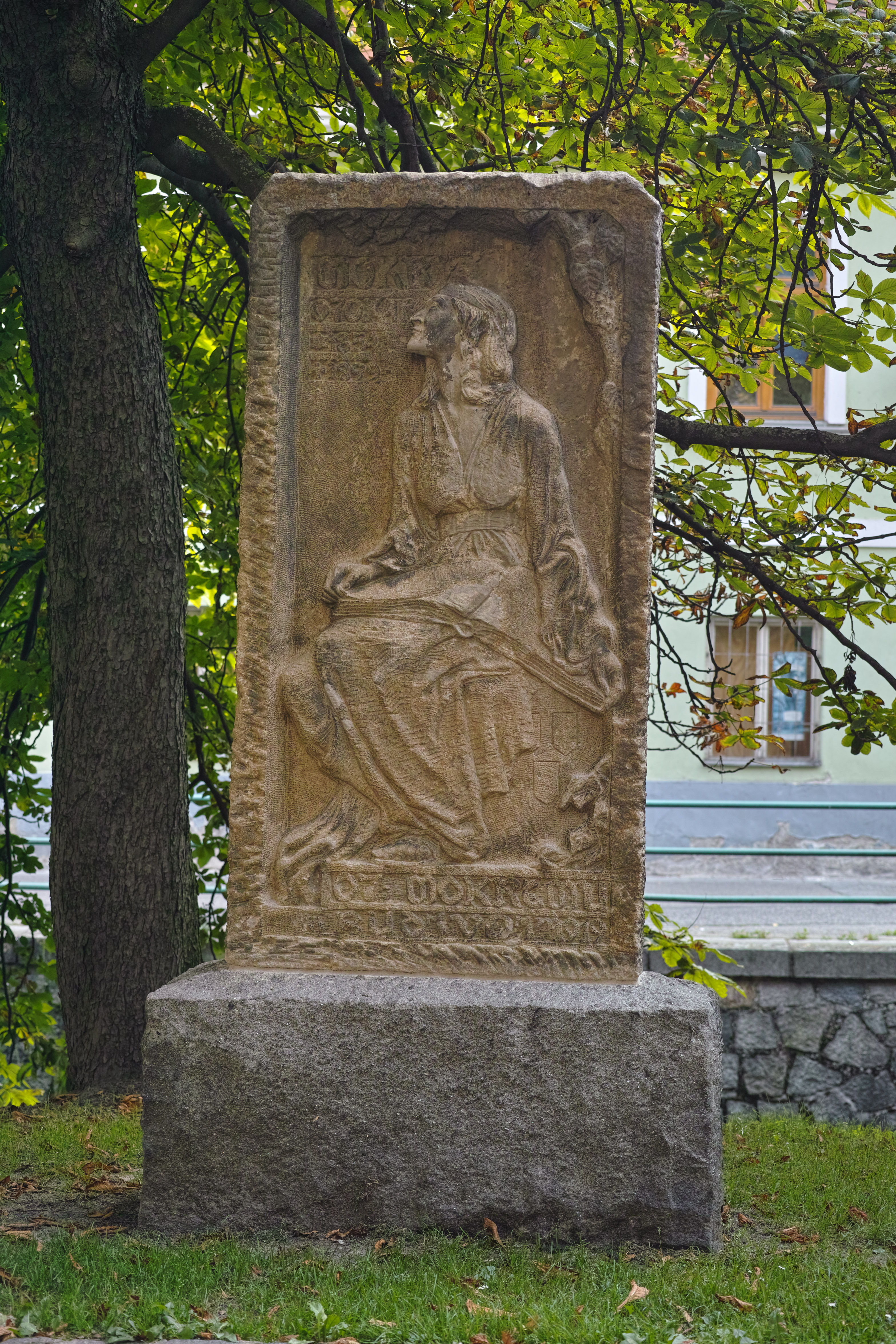
Pomník básníku Otokaru Mokrému, České Budějovice (1919)
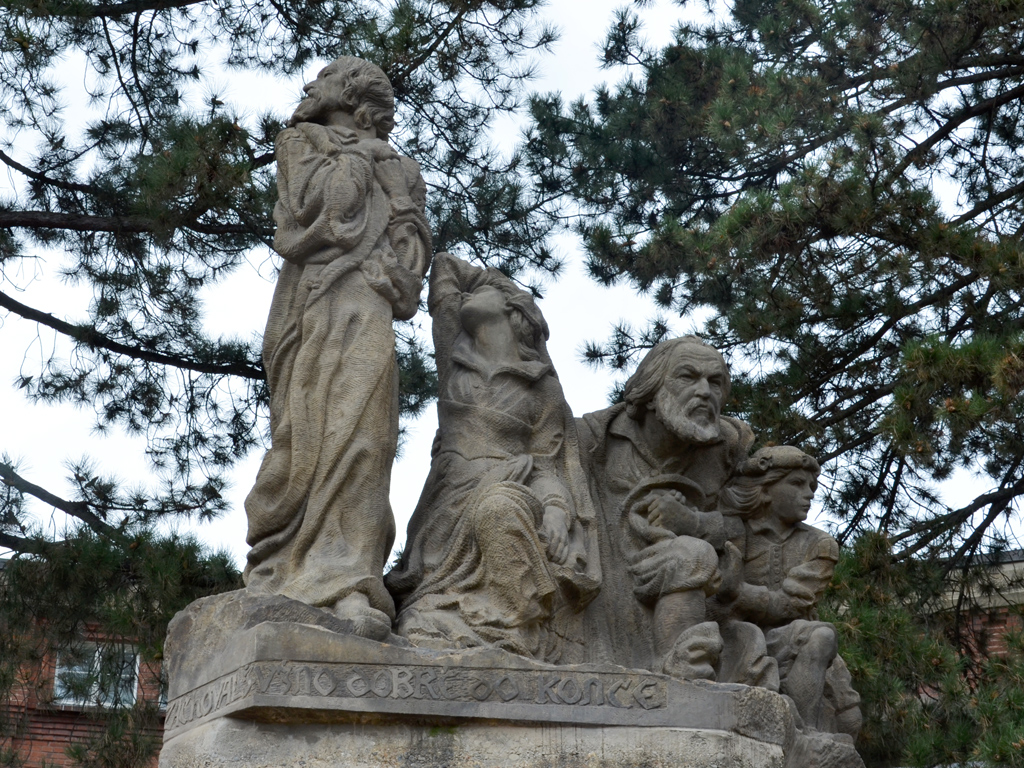
Komenský se loučí s vlastí, zahrada Bílkovy vily, Praha (1926)
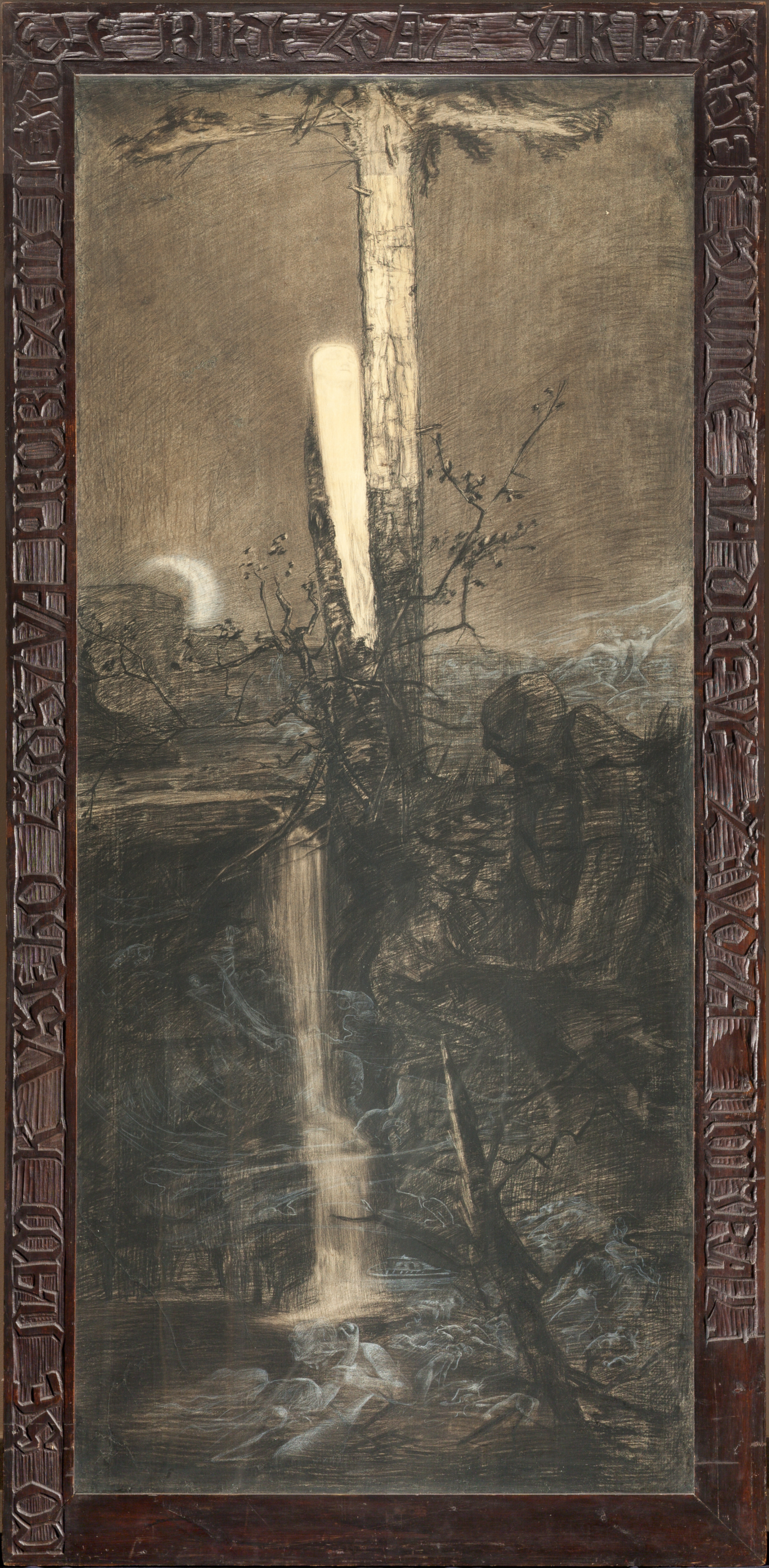
Jak paprsek Slunce na dřevě života umíral (kresba)
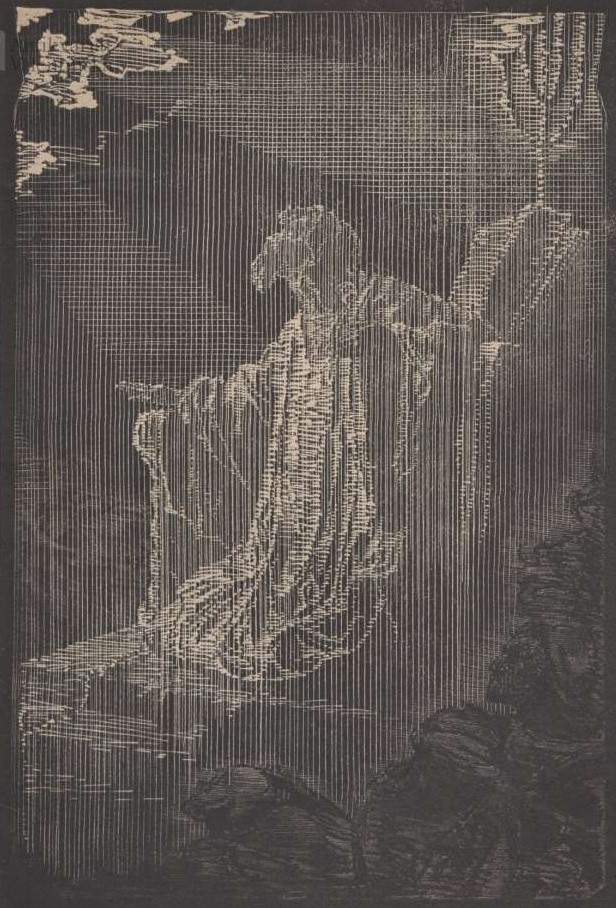
Mojžíš (dřevoryt)
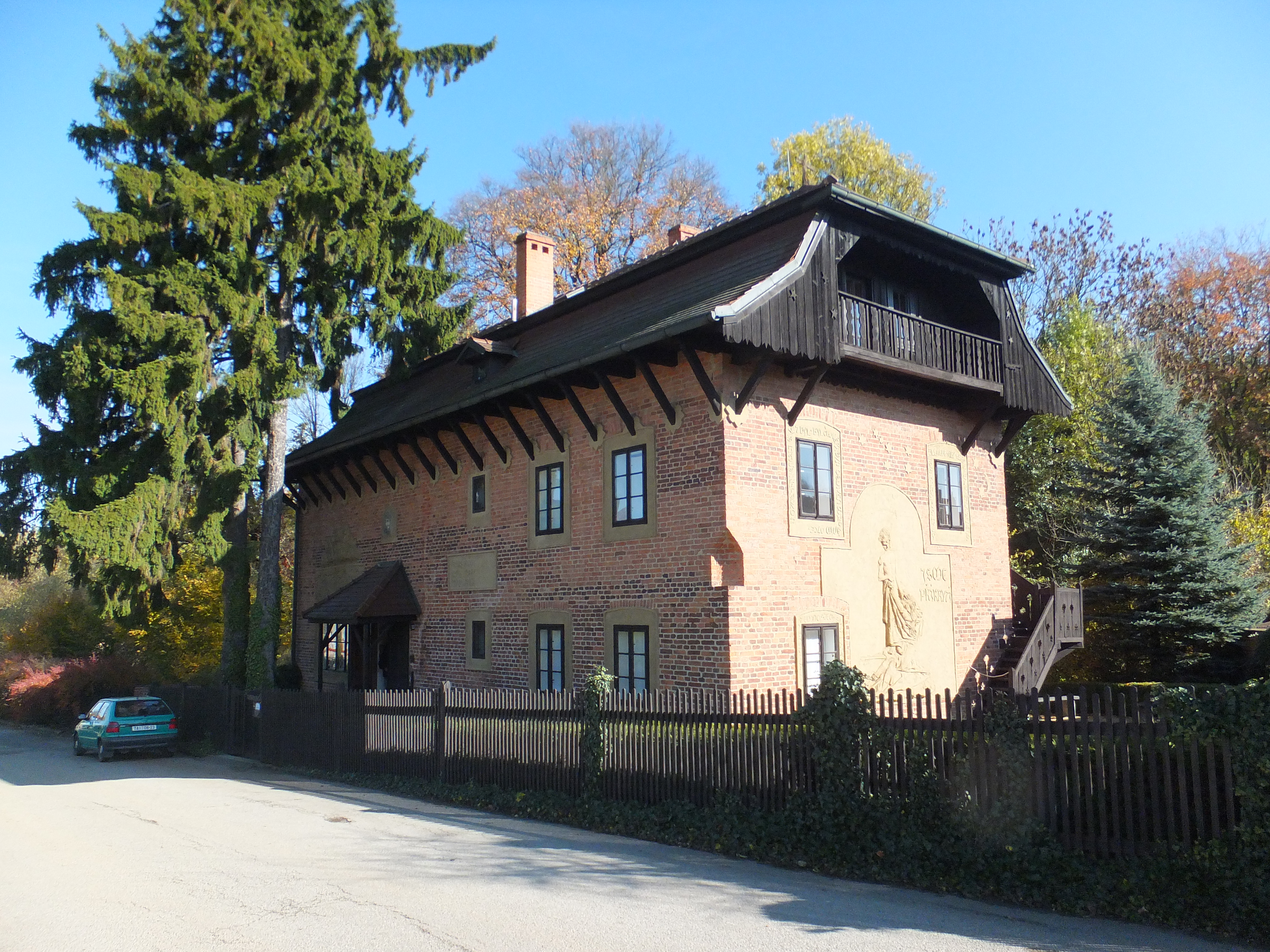
Bílkův dům - Chaloupka, Chýnov (1898)

## Výstavy, grafické a literární práce

### Výstavy (mimo již uvedené v textu, výběr)
- III. výstava SVU Mánes v Praze a ve Vídni (1900)
- Výroční výstava Krasoumné Jednoty v Praze (1901)
- VII. výstava SVU Mánes v Praze a Chrudimi (1903)
- Samostatná v Mnichově a Berlíně (1904)
- XXXVI. výstava SVU Mánes (1911)
- Výstava Výtvarného odboru Umělecké besedy v Obecním domě v Praze (1917)
- V Domě umělců v Praze (1922)
- V Alšově síni UB v Praze (1926)
- Výstava grafiky – členská výstava SČUG Hollar (Praha 1933)
- Účast na Mezinárodní výstavě církevního umění v Římě (1934)
- Výstava Secese ve střední Evropě (Kodaň, 1996)
- Výstava v Hollaru v Praze (1999)
- Jízdárna Pražského hradu (2000–2001)
- Stockholm potkává Prahu (výstava v Muzeu historie, Stockholm, 1998–1999)

### Grafická díla, kresby a literární práce
- Prvou částí celé té podstaty je hlava
- V potřebách jeví se tělo co pán přírody
- Tělo počíná a trvá
- Podoba, když tělem jsme vláčeni vášněmi
- Podoba našeho těla za hrobem
- Živíme se i my podstatou svou – duší
- Život lidský je tůní slz
- Jak paprsek slunce na dřevě života umíral (1899)
- Počet a četba písmeny těla člověka (1899, cyklus kreseb)

### Spisy
- Stavba budoucího chrámu v nás: přednáška. Praha: Meditace, 1908. 32 s.
  - 2. vydání, v Lyře Pragensis 1. vyd.: Praha: Nadace Lyry Pragensis, 1996. 108 s. Lyra Pragensis, sv. 116. ISBN 80-7059-044-0.
- Cesta: cyklus původních litografií. Praha: Odbor svazu čsl. studentstva pro postav. stud. pomníku Mládí, 1909. 12 stran se dvěma dřevoryty, 40 listů s litografiemi. Český a francouzský text Miloš Marten a F. Bílek. Pergamenová vazba L. Bradáč.
- Jak mi dřeva povídala. Praha: Jan Pohořelý, 1946. Edice Kotnov, sv. 2. Obálka František Kobliha, grafická úprava Josef Sonberg.
  - 2. vydání: Brno: Zvláštní vydání, 1992. 13 listů. Faksimile, bibliofilie. ISBN 80-85436-12-4.

### Nevydané spisy
- Cyklus o počtu čtení písmeny těla lidského, list I-III, rukopis v archivu Národní galerie v Praze.
- Meditace. Dva rukopisné sešity, soukromá sbírka.
- Návrh na program a stanovy společnosti J. Zeyera, soukromá sbírka.

### Články v časopisech
- Confiteor umění. Nový Život: měsíčník pro umění, vzdělání a zábavu. 1897, roč. II, č. 1, s. 3–5; č. 2, s. 34–37; č. 3, s. 60–62; č. 4, s. 91–94.
- Za pravdou. Nový Život: měsíčník pro umění, vzdělání a zábavu. 1897, roč. II, č. 6, s. 162–164; č. 7, s. 181–183.

### Hlas Františka Bílka
- František Bílek hovoří o Otakaru Březinovi – 1934.[14]